# بول ميرسون
بول ميرسون (بالإنجليزية: Paul Merson)‏ مواليد 20 مارس 1968 في إنجلترا، هو لاعب كرة قدم إنجليزي دولي سابق كان يلعب كلاعب وسط. سبق له أن لعب في كأس العالم لكرة القدم مع منتخب بلاده. لعب خلال مسيرته 561 مباراة سجل خلالها 128 هدفاً.

## مرحلة الشباب

### أندية لعب لها
- نادي أرسنال

## المسيرة الاحترافية

### أندية لعب لها
- نادي أرسنال
- نادي ميدلزبره
- أستون فيلا
- نادي بورتسموث
- نادي والسول

## روابط خارجية
- بول ميرسون على موقع IMDb (الإنجليزية)

- بول ميرسون على موقع الاتحاد الدولي (مؤرشف)  (الإنجليزية)
- بول ميرسون على موقع الاتحاد الأوربي (الإنجليزية)
- بول ميرسون على موقع قاعدة بيانات كرة القدم.إي يو (الإنجليزية)
- بول ميرسون على موقع ليكيب (الفرنسية)
- بول ميرسون على موقع ناشيونال فوتبول تيمز (الإنجليزية)
- بول ميرسون على موقع Soccerbase.com (لاعب) (الإنجليزية)
- بول ميرسون على موقع Soccerbase.com (مدرب) (الإنجليزية)
- بول ميرسون على موقع عالم كرة القدم.نت (الإنجليزية)